# Kościół Przemienienia Pańskiego w Nowogródku
Kościół Przemienienia Pańskiego, zwany także kościołem farnym, białą farą lub farą Witoldową – rzymskokatolicki kościół wzniesiony przez księcia Witolda pod koniec XIV w., przebudowany w latach 1719-1726 w stylu barokowym  w Nowogródku na Białorusi. Znajduje się przy ul. 1 Maja, u podnóża wschodniego zbocza góry zamkowej. Pierwotnie kościół był pod wezwaniem Wszystkich Świętych. W kościele znajduje się, uważany za cudowny, obraz Matki Bożej Nowogródzkiej. Od 29 lipca 2018 r. kościół ma status sanktuarium Błogosławionych Męczennic z Nowogródka.

## Historia
Według tradycji kościół wzniesiono w 1395 roku z fundacji księcia Witolda, na miejscu pogańskiego kapiszcza Pioruna. Początkowo kościół konsekrowano w imię Wszystkich Świętych.

W lutym 1422 roku biskup żmudzki Maciej udzielił w świątyni ślubu królowi polskiemu Władysławowi Jagielle i Zofii Holszańskiej.

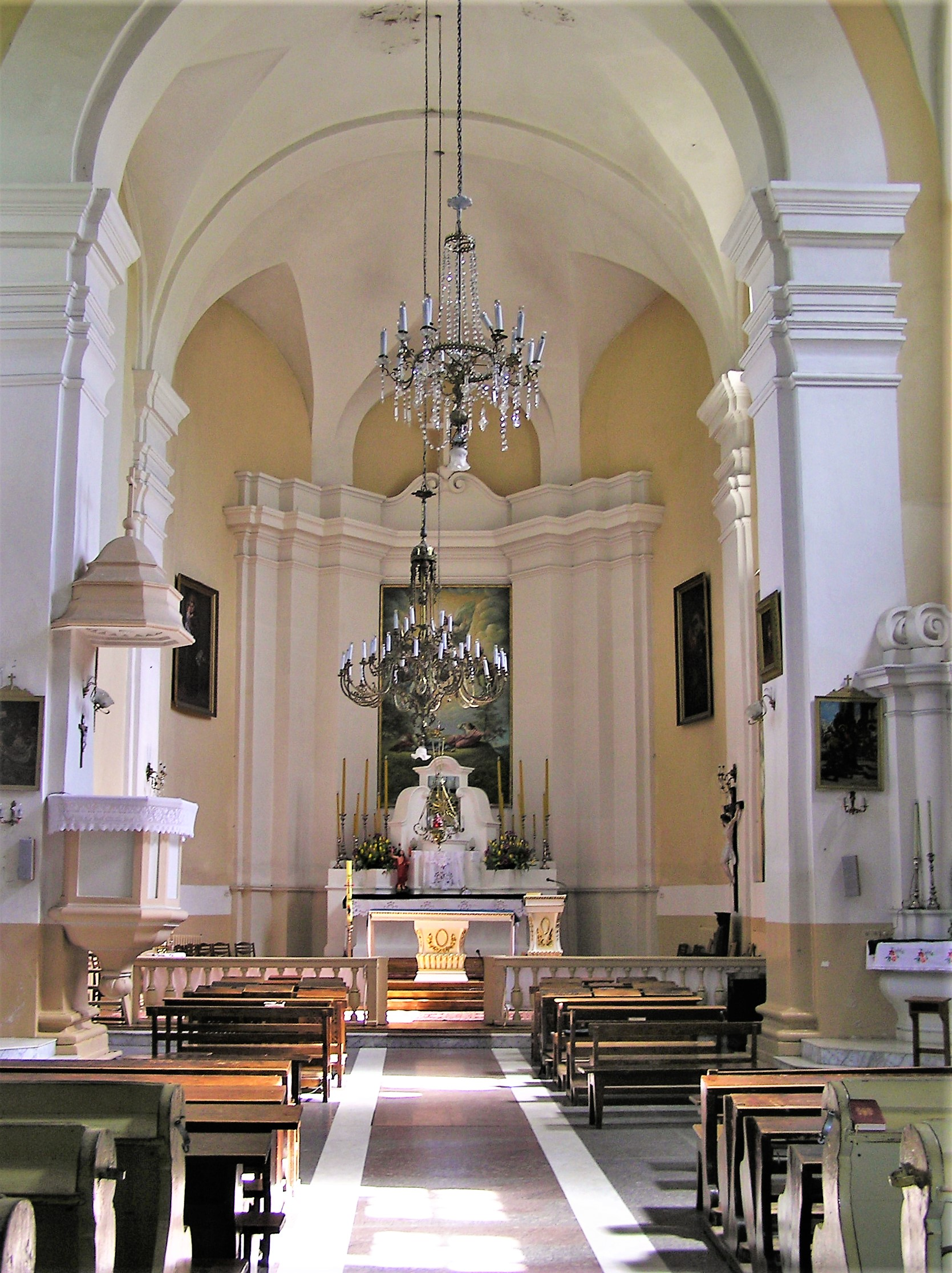
Wnętrze kościoła

14 lipca 1714 roku koadiutor biskupa wileńskiego Maciej Ancuta poświęcił kamień węgielny pod nowy murowany kościół. Budowę prowadzono w latach 1719-1726. Wiadomo, że świątynię wznieśli miejscowi murarze: Jakub Boksza, Jerzy Urłowski, Andrzej Szarecki, Jerzy Stepkowski. 
W 1723 roku dokonano konsekracji kościoła pod wezwaniem Bożego Ciała. Wnętrze ozdabiało wówczas pięć starych ołtarzy. Budowę ukończono w 1740 r., zaś w 1776 r. (wg innych źródeł 1786 r.) biskup Antoni Żółkowski rekonsekrował kościół ku czci Przemienienia Pańskiego. W latach 1770 – 83 kościół został pokryty dachówką, lecz w 1792 r. podczas restauracji ponownie pokryto go gontem. 
W 1790 r. z prawej strony ówczesnej ul. Kowalskiej proboszcz kościoła ks. Chiałkowski wybudował nową murowaną plebanię (obecny budynek zespołu klasztornego sióstr nazaretanek), a także szereg budynków gospodarczych.
Przy lewym ołtarzu św. Antoniego stała chrzcielnica, gdzie 12 lutego 1799 r. został ochrzczony syn Barbary i Mikołaja Mickiewiczów, któremu nadano imię Adam. Z tej okazji w latach 20. XX w. na ścianie kościoła, na lewo od wejścia, wmurowano niewielką marmurową tablicę.
Pod koniec XVIII w. do parafii należały kaplice w Wołkowiczach, Horodecznie oraz Klukowiczach. Źródła archiwalne posiadają informację o kaplicy, wchodzącej do zespołu pałacu zamkowego. Pałac ów został zbudowany na przełomie XVI – XVII wieków, kaplicę zaś dobudowano pod koniec XVII w.
W 1809 roku za wejście główne służyła drewniana kruchta. Przy parafii działały szkoła i szpital.
W 1812 roku podczas inwazji Francji na Rosję wojska napoleońskie wykorzystały kościół jako magazyn prowiantu. Po wojnie wznowiono nabożeństwa, jednak wnętrze świątyni było zniszczone. W inwentarzu z 1823 r. opisano zniszczony gont i odpadający tynk. Uszkodzony obraz Przemienienia Pańskiego autorstwa Franciszka Smuglewicza został źle sklejony i rozpadł się pod wpływem wilgoci. Krytyczny był także stan ścian budynku.
Po 1831 r. ówczesny proboszcz wystarał się u władz rosyjskich, aby przenieść parafię z fary do kościoła św. Michała, który zaborcy planowali zamknąć. Był to ostatni kościół nowogródzki w dobrym stanie.
W 1857 roku zgodnie z rozkazem ministra spraw wewnętrznych Imperium Rosyjskiego od dnia 31 grudnia, kościołowi nadano rangę filialnego, co spowodowało, iż pozostał bez opieki i pół wieku przebywał w zaniedbaniu, niemalże zamieniając się w ruinę. Według inwentarza z 1867 r. budynek pokryty był gontem. Kościół posiadał ołtarz główny, dwa ołtarze boczne i dwie kaplice. Podłoga była ceglana, pod nią znajdowały się dwie duże piwnice. Okien było w sumie siedem, a w kaplicach dwa. Po lewej stronie ołtarza głównego znajdowała się zakrystia z jednym oknem.
W 1906 r. uzyskano pozwolenie na odbudowę fary, lecz odnowę zniszczonej świątyni rozpoczęto dopiero w 1921 r. dzięki rządowej subwencji. W dniu 1 listopada 1922 r. w uroczystość Wszystkich Świętych biskup miński Zygmunt Łoziński dokonał ponownego poświęcenia kościoła. Oficjalne odrodzenie parafii nastąpiło w 1929 roku, a świątynia trafiła pod opiekę sióstr nazaretanek.
1 sierpnia 1943 r. gestapo rozstrzelało 11 sióstr nazaretanek, których groby do 1991 r. znajdowały się w pobliżu kościoła. Relikwie błogosławionych sióstr zostały umieszczone w kaplicy Anioła Stróża, a na miejscu ich pochówku, w pobliżu kaplicy Bożego Ciała, umieszczono kamień z pamiątkową tablicą.
Za czasów sowieckich kościół w 1948 zamieniono na magazyn, mimo oporu mieszkańców, ktorzy nie oddawali kliczy, pilnowali kościoła podczas dyżurow i bronili do niego dostępu. Opór katolików złamano, gdy staranowano drzwi ciężarówką. Wyposażenie częściowo zniszczono, rozprzedano lub rozkradziono wywożąc do muzem w Mińsku. Następnie miejscowe władze otworzyły w kościele sklep meblowy i skup złomu i makulatury. W 1976 roku zamknięto magazyn mebli i budynek porzucono. Po przygotowaniach ponownie otwarto dopiero w 1984 r. Nabożeństwa wznowiono w 1992 r., w 1998 r. zakończono renowację.
W latach 2010–2013 przeprowadzono prace remontowo-konserwatorskie elewacji świątyni oraz marmurowej płyty upamiętniającej Jerzego Rudaminę-Dusiackiego i jego ośmiu towarzyszy. Zadanie sfinansowano ze środków Ministra Kultury i Dziedzictwa Narodowego. 

## Architektura
Świątynia jest jednonawowa, z dwuwieżową fasadą główną i półkolistą apsydą, do której od północy przylega zakrystia. Pierwotnie świątynia była drewniana, dopiero na początku XVII w. dobudowano do niej dwie murowane kaplice w stylu gotyckim. W 1631 r. zarówno kaplice jak i ołtarz główny zostały poświęcone przez biskupa wileńskiego sufragana Jerzego Tyszkiewicza. Obydwie kaplice boczne miały statut altarii. Przy budowie murowanego kościoła gotyckie kaplice zostały włączone w ogólną kompozycję. W tym celu masywna ściana fasady głównej razem z wieżami została przesunięta odnośnie osi symetrii sali modlitewnej, by przy wejściu kaplice nie były widoczne. 
W nawie głównej zachowały się sklepienia kolebkowe, w kaplicach – gotyckie sklepienia żebrowe. W ołtarzu głównym znajduje się obraz malarza Bołtucia, namalowany w 1939 roku jako kopia znanego watykańskiego obrazu Rafaela. Lewy boczny ołtarz poświęcono św. Józefowi, zaś prawy – św. Teresie. Nad narteksem umieszczono chór z organami. Pod świątynią znajdują się trzy krypty: jedna pod prezbiterium z wejściem od strony ściany apsydy, dwie kolejne pod kaplicami.

### Kaplica Bożego Ciała
Kaplica Najświętszej Maryi Panny została ufundowana przez plebana ks. Marcina Gradowskiego 23 stycznia 1618 roku, później owa fundacja była pomnażana przez wielu ofiarodawców. Umieszczono w niej cudami słynący obraz Matki Bożej Śnieżnej, ozdobiony wieloma wotami (obecnie w kaplicy Anioła Stróża).
W 1643 roku na zamówienie Jana Rudaminy-Dusiackiego, kasztelana nowogródzkiego, w północną ścianę kaplicy wmurowano tablicę pamiątkową ku pamięci jego brata Jerzego i jego ośmiu towarzyszy poległych w bitwie pod Chocimiem w 1621 roku. W XIX w. kaplica jest wspominana pod wezwaniem Bożego Ciała z obrazem Ostatniej Wieczerzy.
W kaplicy znajduje się ołtarz z obrazem św. Michała Archanioła.

### Kaplica Anioła Stróża
Kaplica została założona przez plebana Józefa Panikwickiego. W 1849 r. wspomniana jest jako kaplica niedawno poświęcona na cześć św. Antoniego. Altaria św. Anioła Stróża została ufundowana przez pannę Przesławską.
W latach dwudziestych XX wieku na zewnętrznej ścianie kaplicy wmurowano tablicę upamiętniającą ślub Władysława Jagiełły z Zofią Holszańską.
W kaplicy znajduje się sarkofag z relikwiami błogosławionych 11 Sióstr Nazaretanek oraz słynącymi cudami obraz Matki Bożej Nowogródzkiej.

Galeria
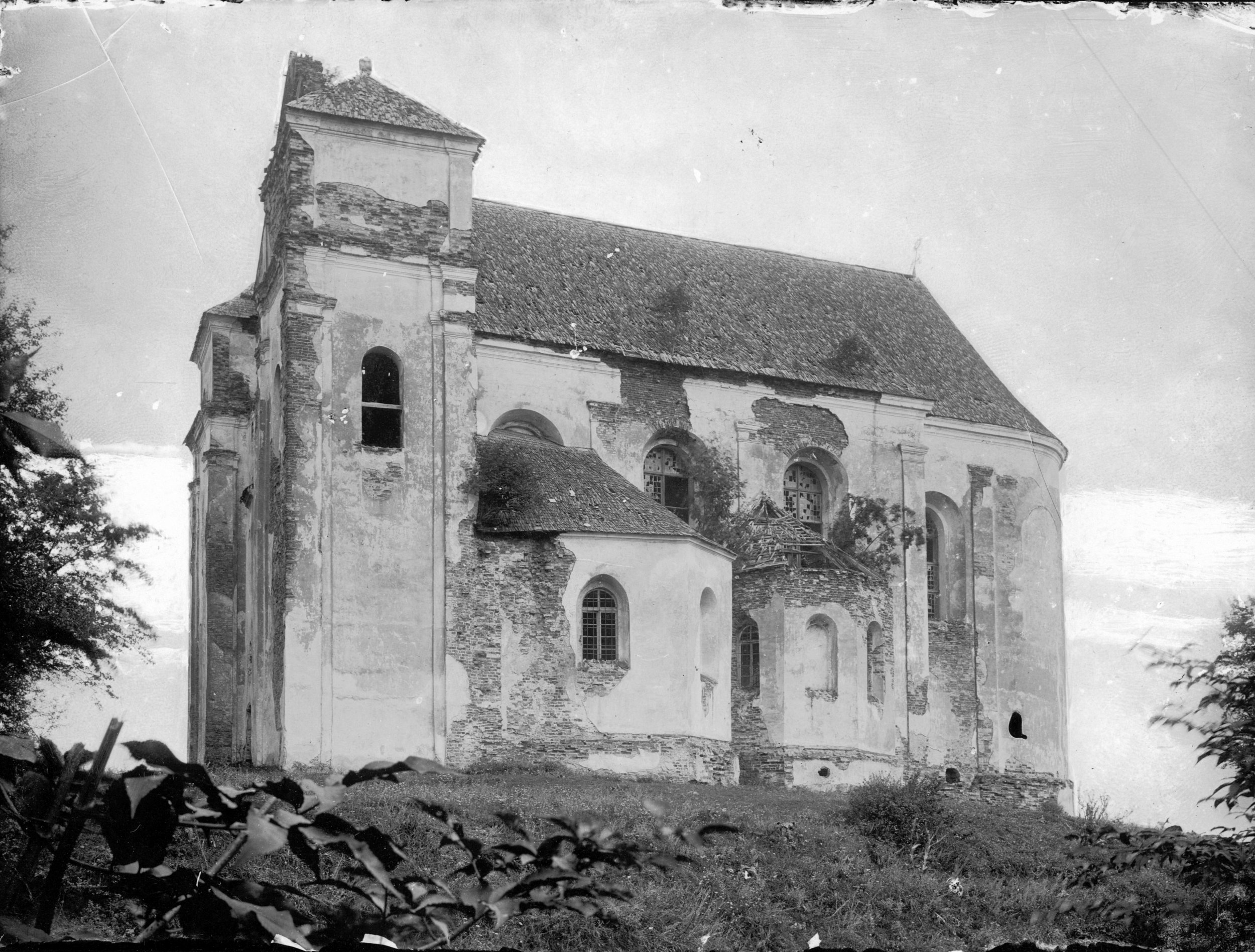
Fara około 1900 roku
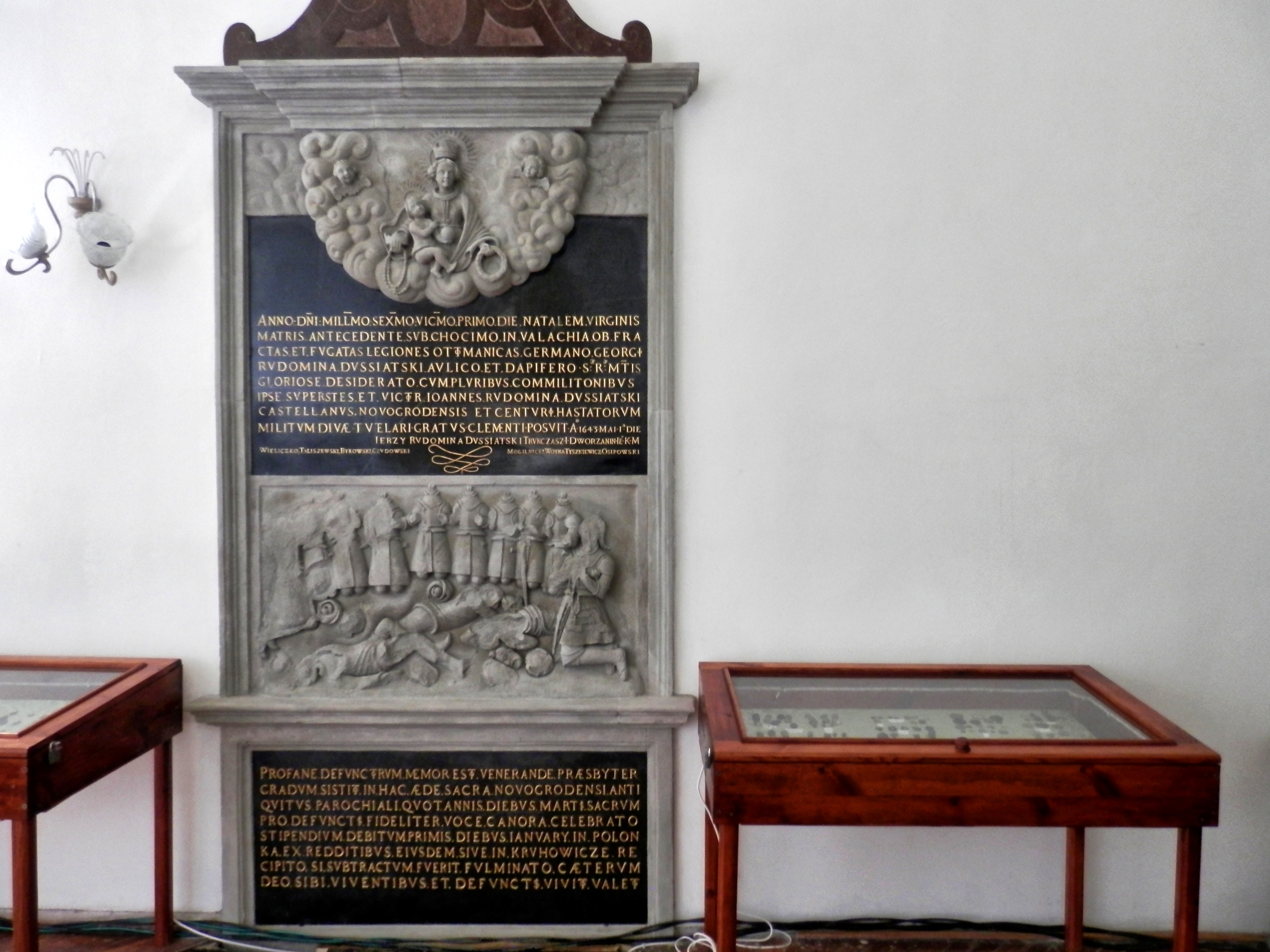
Tablica upamiętniająca Jerzego Rudaminę-Dusiackiego i jego ośmiu towarzyszy
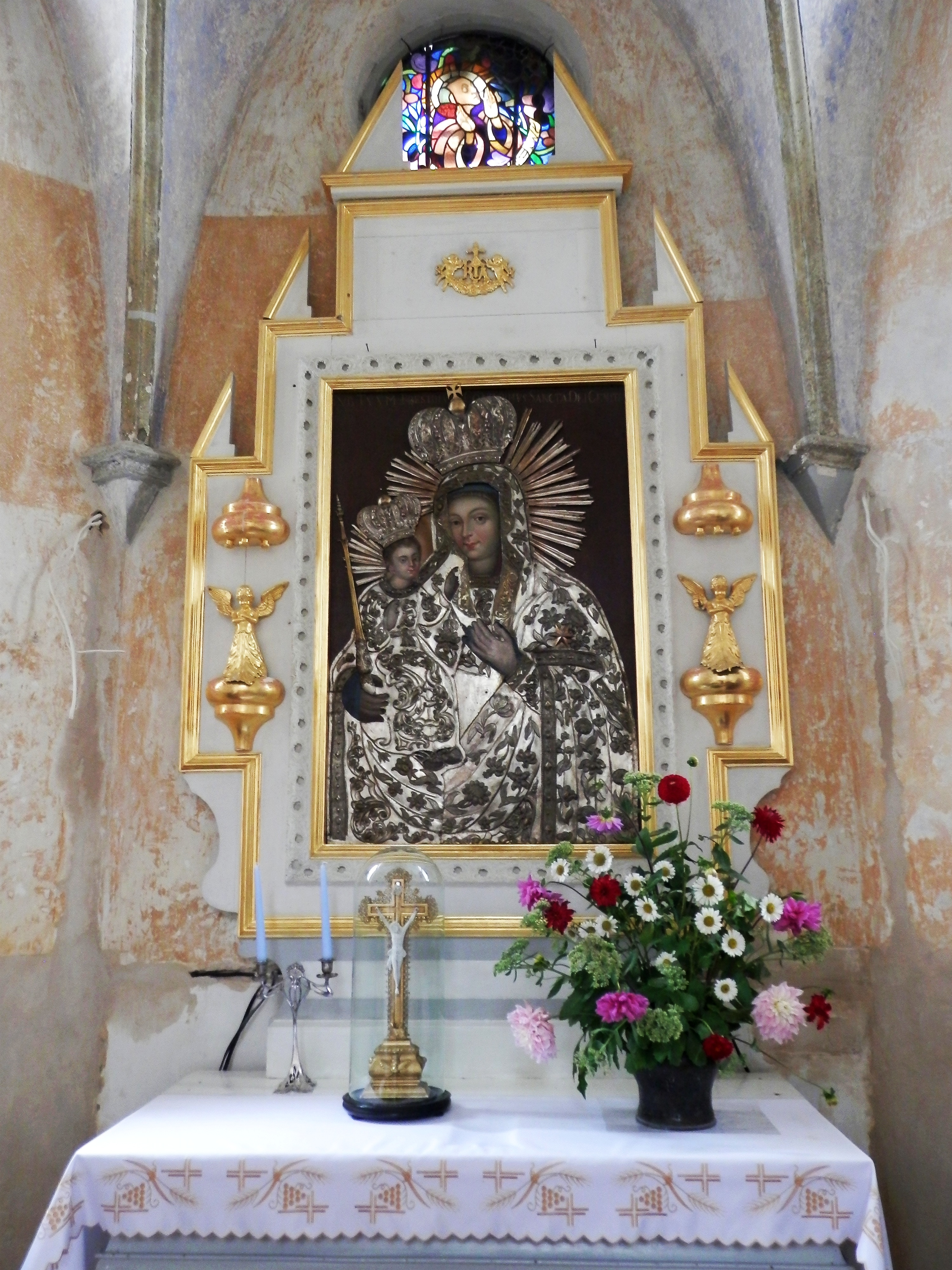
Obraz Matki Bożej Nowogródzkiej
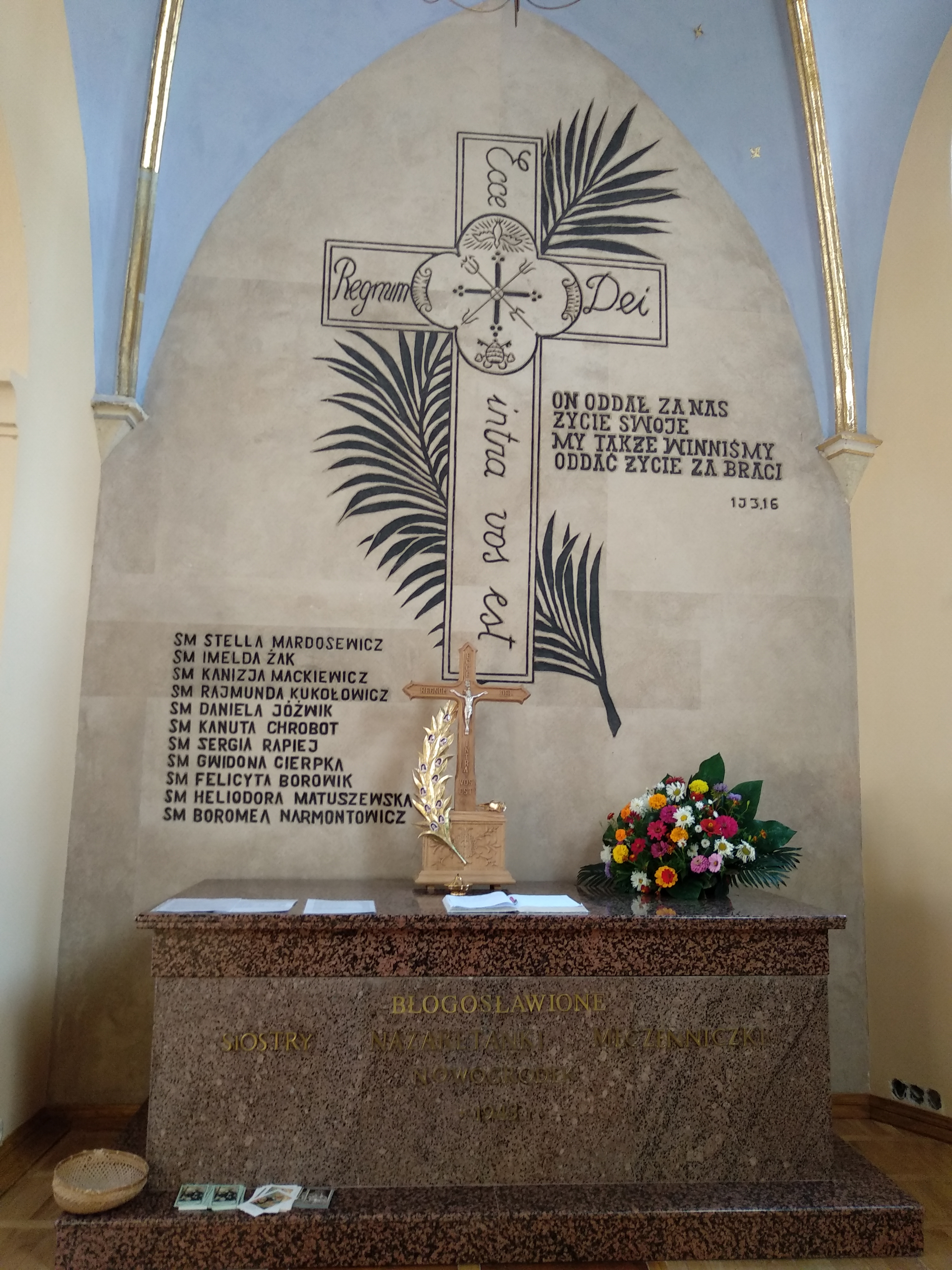
Sarkofag z relikwiami błogosławionych sióstr Nazaretanek